# Tomonari Ono
Tomonari Ono (japanisch 小野 友成 Ono Tomonari; * 7. Februar 1974) ist ein ehemaliger japanischer Leichtathlet, der im Sprint und Mittelstreckenlauf an den Start ging. Mit der japanischen 4-mal-400-Meter-Staffel gewann er 1995 die Bronzemedaille bei Hallenweltmeisterschaften in Barcelona.

## Sportliche Laufbahn
Erste internationale Erfahrungen sammelte Tomonari Ono vermutlich im Jahr 1992, als er bei den Juniorenweltmeisterschaften in Seoul mit 1:52,41 min in der ersten Runde im 800-Meter-Lauf ausschied und mit der japanischen 4-mal-400-Meter-Staffel in 3:06,66 min die Bronzemedaille gewann. Im Jahr darauf schied er mit der Staffel bei den Weltmeisterschaften in Stuttgart mit 3:02,43 min im Vorlauf aus und im Jahr darauf belegte er bei den Asienspielen in Hiroshima in 1:48,95 min den siebten Platz über 800 Meter. 1995 gewann er bei den Hallenweltmeisterschaften in Barcelona mit der Staffel in 3:09,73 min gemeinsam mit Masayoshi Kan, Seiji Inagaki und Hiroyuki Hayashi die Bronzemedaille hinter den Teams aus den Vereinigten Staaten und Italien und über 800 Meter kam er mit 1:51,80 min nicht über die Vorrunde hinaus. Im August schied er bei den Freiluftweltmeisterschaften in Göteborg mit 1:48,43 min in der ersten Runde über 800 Meter aus. 2002 beendete er dann seine aktive sportliche Karriere im Alter von 28 Jahren.
In den Jahren 1994 und 1995 wurde Ono japanischer Meister im 800-Meter-Lauf.

## Persönliche Bestleistungen
- 400 Meter: 46,45 s, 28. Oktober 1993 in Naruto
- 800 Meter: 1:46,18 min, 26. Juni 1994 in Lapinlahti
  - 800 Meter (Halle): 1:49,09 min, 14. Februar 1993 in Maebashi (japanischer U20-Rekord)